# ユヒ6世
エマニュエル・ブサヤイジャ（Emmanuel Bushayija、1960年12月20日 - ）は、ルワンダの亡命王族。ユヒ5世の孫。最後の国王であった叔父キゲリ5世の崩御の3か月後、王党派組織によってルワンダ王位請求者に指名され、名目上のルワンダ国王「ユヒ6世（Yuhi VI）」となった。
ウガンダの首都カンパラのペプシコーラや、ケニアの観光業界で勤務した経験がある。2000年にイギリスに帰化し、2017年1月現在、同国グレーター・マンチェスターに在住しており、小規模な警備会社を営んでいる。